# Union de recouvrement des cotisations de sécurité sociale et d'allocations familiales
URSSAF
En France, les unions de recouvrement des cotisations de sécurité sociale et d’allocations familiales (Urssaf) sont des « organismes privés chargés d'une mission de service public », relevant de la branche « recouvrement » du régime général de la Sécurité sociale. Leur principale mission est la collecte des cotisations sociales salariales et patronales destinées à financer ce régime général, ainsi que d'autres organismes ou institutions.

## Nature
En France, les unions de recouvrement des cotisations de sécurité sociale et d’allocations familiales (Urssaf) ont un statut juridique spécifique.
Elles ne sont pas considérées par la législation et la jurisprudence (voir références ci-après) comme étant des entreprises, ni comme des sociétés commerciales, ni un groupement d'intérêt économique, ni comme une mutuelle, ni un intermédiaire en assurance, ni une association.
Les URSSAF sont reconnues par la législation et la jurisprudence de la Cour de cassation et du Conseil d’État comme des « organismes privés chargés d'une mission de service public », relevant de la branche « recouvrement » du régime général de la sécurité sociale.
Elles tiennent des dispositions législatives contenues dans les articles L.213-1 (et suivants) du code de la sécurité sociale, qui les institue, leur capacité juridique et leur qualité à agir dans l'exécution des missions qui leur ont été confiées par le législateur.
Au-delà de la législation, la nature juridique de l'Urssaf et leur droit à agir a été confirmé par des jurisprudences récentes de la Cour de cassation et du Conseil d’État, à savoir :
- Cassation civ 2ème 1er mars 2001 n°99-15.026[2];
- Cassation civ 2ème 12 novembre 2020 n°19-21.525[3];
- Conseil d’État, 1ère chambre, 25 novembre 2024, n°496099[4].

## Historique
En 1945, Alexandre Parodi, alors ministre du Travail et de la Sécurité sociale, secondé par Pierre Laroque élabore une réforme « ambitieuse ». Le régime général de la Sécurité sociale est ainsi créé par les ordonnances des 4 et 19 octobre 1945, reposant, pour ses auteurs, sur les principes d’universalité, d’unicité et de solidarité nationale.
En novembre 1945 Ambroise Croizat succède à Alexandre Parodi en tant que ministre du Travail et de la Sécurité sociale et poursuit le travail entrepris.
La loi de finance du 14 avril 1952 prévoit la possibilité pour les caisses de Sécurité sociale, d’organiser un service commun de recouvrement des cotisations sociales.
Le décret n° 60-452 du 12 mai 1960 rend obligatoire la création d’unions de recouvrement des cotisations de Sécurité sociale. Cette date peut être considérée comme celle de la naissance officielle des Urssaf.
L’ordonnance du 21 août 1967 prévoit la création de l’Agence centrale des organismes de Sécurité sociale (Acoss), renommée Urssaf Caisse nationale en 2021, chargée de la gestion commune de la trésorerie des différentes caisses de Sécurité sociale. Parallèlement, elle est chargée d’allouer les moyens budgétaires aux organismes de recouvrement.
L’article 3 de la loi du 28 novembre 1990 autorise l’Acoss à prescrire aux Urssaf des mesures de nature à améliorer leur gestion. Elle devient, en 1994, la caisse nationale du réseau des Urssaf.
En 1991, le champ de recouvrement des Urssaf s'élargit avec l’instauration de la contribution sociale généralisée (CSG).
En 1996, la mise en œuvre du plan Juppé crée un dispositif de contractualisation entre l’État et les caisses nationales sous forme de Conventions d’objectifs et de gestion (COG), qui se déclinent en Contrats pluriannuels de gestion pour les organismes locaux (CPG). À la suite de la création de la Contribution pour le remboursement de la dette sociale (CRDS), les Urssaf sont chargés du recouvrement.
En 2008, le Régime Social des Indépendants, créé 2 ans plus tôt, est désigné comme interlocuteur social unique pour la protection sociale des artisans, commerçants et industriels. Dans ce cadre, les Urssaf assurent les recouvrements des cotisations et contributions sociales personnelles des travailleurs indépendants concernés pour le compte du RSI.
Entre 2012 et 2014, les Urssaf sont régionalisées en trois vagues successives. Les Urssaf sont organisées selon un maillage régional avec 22 Urssaf qui remplacent les 105 Urssaf départementales qui existaient auparavant.
Le 1er janvier 2018, le RSI est dissous, et les indépendants sont rattachés au régime général de la Sécurité sociale. L’Urssaf est alors chargée du recouvrement de l’ensemble des cotisations personnelles des travailleurs indépendants.

## Missions de l’Urssaf
La principale mission de la branche Recouvrement est la collecte des cotisations salariales et patronales destinées à financer le régime général de la Sécurité sociale, ainsi que d'autres organismes ou institutions (régime de l'Assurance chômage, Autorités organisatrices de la mobilité, fonds national d'aide au logement, fonds de solidarité vieillesse, fonds CMU, régime retraite complémentaire et prévoyance des employés de maison - IRCEM…).

### Collecte de l’ensemble des cotisations et contributions sociales

#### Financement du régime général
La protection sociale est financée pour l’essentiel par les prélèvements sur les revenus d’activités (près de 3/4 environ pour le régime général en 2017) et principalement par la masse salariale du secteur privé. Deux tiers des cotisations (353,6 milliards d'euros) sont collectées par le réseau des Urssaf auprès de 9,4 millions de cotisants. Un tiers des encaissements (145,1 milliards d'euros) est directement recouvré par la Caisse nationale. Ce sont des cotisations et contributions collectées par des tiers et des impôts et taxes reversés par l’État.

#### Financement hors régime général
L’Urssaf connaît depuis plusieurs années une extension de ses missions : les partenaires hors régime général sont nombreux et représentent un poids financier important : 109,3 milliards d'euros en 2016. Elle intervient pour le compte de 900 partenaires,.
Depuis le 1er janvier 2008, l’Urssaf agissait pour le compte du Régime social des indépendants (RSI) dans le cadre du recouvrement des cotisations et contributions sociales personnelles obligatoires des travailleurs du commerce, de l’industrie et de l’artisanat. Au 1er janvier 2018, le RSI est supprimé et la protection sociale des travailleurs indépendants est confiée au régime général (qui couvre déjà l’essentiel de la population française) pour la prise en charge des risques maladie, vieillesse et invalidité-décès et le prélèvement de leurs cotisations.
Dans le cadre de la création de Pôle emploi en fusionnant l’Agence nationale pour l'emploi (ANPE) et l'Association pour l'emploi dans l'industrie et le commerce (Assédic), est confié aux Urssaf le recouvrement des cotisations chômage et d’assurance de garantie des salaires (AGS) depuis le 1er janvier 2011. Elle en assurait déjà le contrôle d'assiette depuis 2008.

### Redistribution auprès des caisses prestataires
Les cotisations et contributions servent à financer la prise en charge ou le remboursement des soins médicaux, d’indemnités en cas d’arrêt maladie, de congés maternité ou d’accidents du travail ainsi que le paiement de retraites de base et des allocations familiales des bénéficiaires du régime général de la Sécurité sociale.
Les fonds collectés par les Urssaf sont redistribués aux caisses prestataires par l’intermédiaire de la Caisse nationale. Les circuits mis en place garantissent les délais les plus brefs pour une mise à disposition des fonds auprès des caisses prestataires à J0 (le jour même). Ce cadre de gestion rigoureux permet d’éviter des avances de trésorerie.

### Contrôle
Le contrôle vise en premier lieu à vérifier la bonne application de la réglementation pour corriger les erreurs fortuites ou intentionnelles des cotisants. Il permet ainsi de sécuriser le financement de la Sécurité sociale, et donc les droits sociaux des salariés, par une action de vérification a posteriori, auprès des employeurs.
Il contribue à garantir l’égalité de traitement entre les cotisants et les conditions d’une saine concurrence entre les acteurs économiques sur le territoire.
En 2016, plus de 1,48 milliard d'euros ont été régularisés. 167 millions d'euros ont été restitués au profit des cotisants[source secondaire souhaitée].

### Lutte contre le travail illégal
La lutte contre la fraude aux cotisations et aux contributions sociales vise à détecter des situations de travail dissimulé.
En 2016, le montant des redressements liés à l’activité déployée en matière de lutte contre le travail dissimulé s’élève à plus de 555 millions d’euros.
En 2017, la Cour des comptes estime que seules 12 % des sommes redressées avaient été perçues par l’Urssaf en 2017 pour des infractions constatées en 2012.

### Services
Les Urssaf déploient des offres de service pour chaque catégorie de cotisants : chèque emploi service universel (Cesu) et Pajemploi pour les particuliers, titre emploi service entreprise (Tese) pour les très petites entreprises, chèque emploi associatif (CEA) et Impact emploi pour les associations.

## Organisation de l’Urssaf

### Au niveau local

#### Organisation interne des Urssaf
Les Urssaf sont administrées par un conseil d'administration de 20 membres composé de 8 représentants des salariés, 8 représentants des employeurs et travailleurs indépendants, 4 personnes qualifiées et de 3 représentants du personnel. Ils disposent de l’ensemble des pouvoirs de gestion définis par le code de la Sécurité sociale. À ce titre, le Conseil vote les budgets de gestion administrative, approuve les comptes annuels de l’organisme, oriente l’activité de l’Urssaf en se prononçant sur les différents rapports qui lui sont soumis notamment ceux relatifs au fonctionnement administratif et financier de l’organisme. Enfin, il règle par ses délibérations, les affaires de l’organisme.
Les sites locaux bénéficient d’un conseil départemental. Celui-ci ne dispose pas de pouvoir de décision, mais de consultation et veille à la qualité de la relation avec les usagers (service rendu, recours amiable).
L’équipe de direction régionale comprend au minimum un directeur et un agent comptable chargé des opérations comptables et financières. Dans les caisses plus importantes, elle comprend également un directeur adjoint et/ou des sous-directeurs. Un agent de direction assure la responsabilité de chaque site départemental et cumule régulièrement cette fonction avec une direction métier (ex : contrôle et affaires juridiques, recouvrement amiable et forcé, etc.).

#### Réseau de la branche recouvrement
Le réseau est composé de plusieurs structures :
- 21 Urssaf[23][source insuffisante] régionales correspondant au découpage des anciennes régions hormis la Normandie
- 1 Caisse commune de sécurité sociale (CCSS) en Lozère, dont la branche Recouvrement est pilotée par l'Urssaf Languedoc Roussillon.
- 1 caisse de Sécurité sociale dans le département de Mayotte, avec une division pour la branche Recouvrement.
- dans les 4 départements d’outre-mer, les Urssaf n’existent pas en tant qu’organismes dédiés, mais leurs missions sont assurées par un service de recouvrement des caisses générales de sécurité sociale (CGSS).
- 7 centres interrégionaux auxquels s’ajoute la direction informatique Urssaf Île-de-France. Ces centres exercent des missions au service des Urssaf (exploitation, assistance) et participent aussi au développement d’applications nationales. Depuis le 1er janvier 2018, les équipes seront rattachées à la Caisse nationale dans une Direction des systèmes d’information. Cette réorganisation a pour objectif la simplification de l’organisation et l’allègement des circuits d’action et de décision.
- 8 centres nationaux spécialisés (offres de service), sans personnalité morale :
  - Le centre national du Chèque emploi service universel (Rhône-Alpes)
  - le centre national Pajemploi (Auvergne)
  - 2 centres nationaux de gestion du Titre emploi service entreprise (Aquitaine, Ile-de-France)
  - le centre national Chèque emploi associatif (Nord Pas-de-Calais)
  - le centre national Firmes étrangères (Alsace), 2 centres nationaux de gestion des travailleurs frontaliers exerçant leur activité en Suisse (Rhône-Alpes et Franche-Comté).

### Niveau national
C'est l'Urssaf Caisse nationale qui pilote le réseau, reconnue comme telle par la loi du 25 juillet 1994 (dite loi Veil), alors que les caisses nationales des trois branches prestataires (assurance maladie, assurance vieillesse, allocations familiales) l’avaient été dès les ordonnances de 1967.

### Relations avec l’État
Selon le Code de la sécurité sociale, le réseau des Urssaf est placé sous la double tutelle du ministère chargé de la Sécurité sociale et, mais seulement en second lieu, du ministère chargé du Budget. La mission nationale de contrôle et d'audit des organismes de sécurité sociale, service à compétence nationale rattaché au directeur de la sécurité sociale, contrôle et évalue l’activité, le fonctionnement et l’organisation des organismes locaux de sécurité sociale.
Les objectifs de la branche du recouvrement ont été successivement contractualisés avec l’État par les conventions d’objectifs et de gestion (COG) :
- La première COG (1997-2000) a notamment mis en place des offres de services et de simplification ciblées par catégories de cotisant
- La seconde (2002-2005) visait l’efficience du contrôle des cotisants et le développement de la dématérialisation
- La COG 2006-2009 a accompagné l’évolution du réseau dans le cadre de la coordination des fonctions métiers sur le plan régional et la mutualisation des fonctions supports
- La COG 2010-2013 a organisé la création des 22 Urssaf régionales, en 3 vagues, de 2012 à 2014. Avant cette COG, le réseau comptait 88 Urssaf départementales
- La COG 2014-2017 conforte la consolidation du réseau ainsi que le rôle de l'Acoss et des Urssaf au cœur du financement solidaire de la protection sociale
- La COG 2018-2022 a pour ambition d'améliorer la qualité du service rendu et l'impact de son action pour les cotisants et les assurés. Elle s'appuie pour ce faire sur trois valeurs cardinales : le service, l'ouverture et l'innovation.

## Points communs avec les autres branches du régime général
Les salariés des Urssaf, comme leurs collègues des autres branches du régime général, ne sont pas fonctionnaires, et sont couverts par la même convention collective nationale de travail (CCNT) que les autres salariés de la Sécurité sociale, CCNT de 1957 pour les employés et cadres, CCNT de 1968 pour les agents de direction. Les conflits éventuels sont tranchés par le conseil de prud’hommes.
Chaque organisme est en droit un organisme privé chargé d’une mission de service public.